# کیم یونگ تک
کیم یونگ تک (کره‌ای: 김영택; ۲۴ اوت ۲۰۰۱) شیرجه‌رو اهل کره جنوبی است. او در بازی‌های المپیک تابستانی ۲۰۲۰ رقابت کرده است.